# Vêtir ceux qui sont nus (film, 1954)
Pour plus de détails, voir Fiche technique et Distribution.
Vêtir ceux qui sont nus (titre original : Vestire gli ignudi) est un film italien réalisé par Marcello Pagliero, sorti en 1954.
En France, la première du film a lieu en juillet 1955.

## Synopsis
Après une tentative de suicide ratée, Ersilia Dre raconte ses malheurs. Elle fut d'abord employée comme la gouvernante de la fille du consul Gotti, avant d'être courtisée par Franco mais finalement séduite par le consul. Celui-ci la renvoie sèchement après que sa fille a perdu la vie à la suite d'un moment de distraction d’Ersilia. En proie à des difficultés financière, la jeune femme tombe de plus en plus bas dans la misère jusqu’à ce qu’elle rencontre Ludovico. Alors qu'elle s'imagine vivre avec lui un amour sincère, le retour du consul remettra tout en question.

## Fiche technique
- Titre original : Vestire gli ignudi
- Titre français : Vêtir ceux qui sont nus
- Réalisation : Marcello Pagliero
- Scénario : Francesco De Feo, Ennio Flaiano, Anton Giulio Majano et Attilio Riccio, d'après la pièce Vêtir ceux qui sont nus de Luigi Pirandello
- Photographie : Enzo Serafin
- Musique : Franco Mannino
- Montage : Giuliana Attenni
- Sociétés de production : Cinematografica Grandi Film - Eva Film - S.F.C.)
- Pays d'origine :  Italie
- Format : noir et blanc - 35 mm - 1,37:1 - son monophonique
- Durée : 100 minutes
- Genre : comédie dramatique
- Dates de sortie :
  - Italie : 25 février 1954
  - France : 5 juillet 1955

## Distribution
- Pierre Brasseur  (VF : lui-même) : Grotti
- Eleonora Rossi Drago (VF : Claire Guibert) : Ersilia Drei
- Gabriele Ferzetti  (VF : Jean-François Laley) : Ludovico Nota
- Jacqueline Porel (VF : elle-même) : la fiancée de Ludovico
- Frank Latimore (VF : Roger Rudel) : François
- Micheline Francey : Mme Grotti
- Paolo Ferrara  (VF : Raymond Rognoni) : le maréchal
- Luigi Gambardella (VF : Michel Roux) : le journaliste Cantavalle
- Manlio Busoni  (VF : Pierre Leproux) : le médecin